# Banat, Bačka i Baranja
Banat, Bačka i Baranja je bio naziv za pokrajinu, koja je postojala u sastavu Kraljevine Srbije i Kraljevine Srba, Hrvata i Slovenaca od studenog 1918. do 1922. godine. Pokrajina je imala vlastite organe vlasti (vladu i skupštinu), a uključivala je zemljopisne regije: Banat, Bačku i Baranju. Administrativno sjedište bilo je u Novom Sadu.

## Ime
Službeno ime pokrajine, koje je koristila pokrajinska vlada (narodna uprava), bilo je „Banat, Bačka i Baranja“, ali se neslužbeno koristio i naziv "Vojvodina".

## Povijest
Poslije propasti Austro-Ugarske Monarhije u listopadu 1918. godine, Banat, Bačku i Baranju zauzela je vojska Kraljevine Srbije. Faktičku upravu nad ovim područjima preuzeli su lokalni vojvođanski Srbi, a na čelu ove uprave nalazio se Srpski Narodni Odbor iz Novog Sada.
25. studenog 1918. godine, sazvana je Velika narodna skupština Srba, Bunjevaca i ostalih Slavena u Banatu, Bačkoj i Baranji, koja je proglasila sjedinjenje Kraljevini Srbiji. Na njoj je bilo ukupno 757 delegata, od kojih 578 Srba, 84 Bunjevca, 62 Slovaka, 21 Rusin, 6, Nijemaca, 3 Šokca, 2 Hrvata i 1 Mađar. 1. prosinca 1918. godine, Kraljevina Srbija se ujedinila s Državom Slovenaca, Hrvata i Srba i formirala Kraljevinu Srba, Hrvata i Slovenaca.
Velika narodna skupština od 25. studenog nije samo proglasila sjedinjenje Banata, Bačke i Baranje Kraljevini Srbiji, već je donijela i odluku o formiranju pokrajinske uprave (vlade i skupštine) u ovim regijama. Pokrajinska vlada je službeno nazvana „Narodna uprava za Banat, Bačku i Baranju“, a za njenog predsjednika izabran je Jovan Lalošević, dok je pokrajinska skupština službeno nazvana „Veliko narodno vijeće“, za čijeg je predsjednika izabran Slavko Miletić.
Iako je vlada u Beogradu prihvatila odluku o pripajanju Banata, Bačke i Baranje Kraljevini Srbiji, ona nije priznala Narodnu upravu, koja je upravljala ovim područjima sve do 11. ožujka 1919. godine, kada je održala svoju posljednju sjednicu. Vlast Narodne uprave protezala se ne samo u onim dijelovima Banata, Bačke i Baranje koji su na mirovnoj konferenciji priznati kao dio Kraljevine Srba, Hrvata i Slovenaca, već u svim dijelovima ovih regija, koje je kontrolirala vojska Kraljevine Srbije od studenog 1918. godine, uključujući i dijelove koji danas pripadaju Rumunjskoj i Mađarskoj.
Iako od 1919. godine Narodna uprava Banata, Bačke i Baranje nije bila aktivna, ovaj teritorij je službeno tvorio jednu od pokrajina Kraljevine Srba, Hrvata i Slovenaca, sve do podjele zemlje na oblasti 1922. godine.

## Administrativna podjela
Pokrajina se administrativno dijelila na županije. 3. prosinca 1918. godine, Narodna uprava je imenovala velike župane za oblasti:
- Torontalsku županiju
- Bačko-bodrošku županiju
- Tamišku županiju (s dijelovima Karaško-severinske županije)
- Grad Baju i Baranju

15. siječnja 1919. godine, imenovani su posebni veliki župani za sljedeće dvije oblasti:
- Baranju (s dijelovima Tolne i Šomođa)
- Grad Baju (s okolicom)

Nakon razgraničenja s Rumunjskom, u Banatu je formirana Torontalsko-tamiška županija, a 1920. godine cijelo područje Banata, Bačke i Baranje bilo je podijeljeno na tri županije:
- Baranjsku
- Bačko-bodrošku
- Torontalsko-tamišku

Nakon razgraničenja s Mađarskom, formirana je Bačko-baranjska županija, pa je 1921. godine područje Banata, Bačke i Baranje bilo podijeljeno na dve županije:
- Bačko-Baranjsku
- Torontalsko-tamišku (odnosno Banatsku)

## Stanovništvo
Iako su Srbi, Bunjevci i drugi Slaveni naseljavali veći dio pokrajine, oni su živjeli pomiješano s Rumunjima, Mađarima i Nijemcima, tako da je etnički sastav ovog teritorija bio veoma složen. Poslije uspostavljanja konačnih državnih granica na mirovnoj konferenciji, u dijelovima Banata, Bačke i Baranje koji su priznati kao dio Kraljevine Srba, Hrvata i Slovenaca, živjelo je 1.365.596 stanovnika, od kojih:
- 29% Srba,
- 27,7% Mađara,
- 23,8% Nemaca,

kao i pripadnici drugih naroda.

## Ustanove
Veliko narodno vijeće (parlament) pokrajine imalo je 50 članova, od kojih 35 Srba, 8 Bunjevaca, 5 Slovaka, 1 Krašovana i 1 unijatskog svećenika.
U nadležnosti narodne uprave (vlade) pokrajine nalazili su se sljedeći odsjeci: politički poslovi, unutrašnji poslovi, pravosuđe, prosvjeta (škola i crkva), financije, promet, ekonomija, prehrana i opskrba, socijalne reforme, narodno zdravlje i narodna obrana.